# RTON Kisielice
RTON Kisielice – Radiowo-Telewizyjny Ośrodek Nadawczy Kisielice z masztem o wysokości 300 m i antenie o wys. 20 m, zbudowany w 2001 przez Mostostal Zabrze.
Usytuowany we wsi Limża na południowym zachodzie woj. warmińsko-mazurskiego, kilka kilometrów od Kisielic. Właścicielem masztu jest firma EmiTel. Ośrodek (jako jedyny w Polsce) nadaje aż trzy wersje programu regionalnego TVP3.

## Parametry
- Wysokość zawieszenia systemów antenowych: Radio: 250, TV: 310 m n.p.t.

## Transmitowane programy[1]

### Programy radiowe
| LP | Program                     | Właściciel                                            | Częstotliwość | Moc nadajnika | Polaryzacja |
| -- | --------------------------- | ----------------------------------------------------- | ------------- | ------------- | ----------- |
| 1  | Polskie Radio Program I     | Polskie Radio S.A.                                    | 94,80 MHz     | 10 kW         | pozioma     |
| 2  | Radio Maryja                | Prowincja Warszawska Zgromadzenia O.O. Redemptorystów | 96,90 MHz     | 7,5 kW        | pozioma     |
| 3  | Radio Zet                   | Radio Zet Sp. z o.o.                                  | 98,70 MHz     | 10 kW         | pozioma     |
| 4  | Polskie Radio Program II    | Polskie Radio S.A.                                    | 102,70 MHz    | 10 kW         | pozioma     |
| 5  | Program IV Polskie Radio 24 | Polskie Radio S.A.                                    | 104,80 MHz    | 5 kW          | pozioma     |
| 6  | RMF FM                      | Radio Muzyka Fakty Sp. z o.o.                         | 107,40 MHz    | 10 kW         | pozioma     |

### Programy radiowe – cyfrowe
| Skład multipleksu | Częstotliwość | Kanał | Moc (kW) | Polaryzacja | Charakterystyka promieniowania | Kompresja      |
| ----------------- | ------------- | ----- | -------- | ----------- | ------------------------------ | -------------- |
| MUX-R3 (Olsztyn)  | 218,64 MHz    | 11B   | 12 kW    | pozioma (H) | kierunkowa                     | AAC/AAC+/AAC++ |

### Programy telewizyjne – cyfrowe
| Nazwa multipleksu | Częstotliwość (MHz) | Kanał | Moc (kW) | Polaryzacja | Charakterystyka promieniowania | Standard nadawania | Kompresja | Data uruchomienia nadajnika |
| ----------------- | ------------------- | ----- | -------- | ----------- | ------------------------------ | ------------------ | --------- | --------------------------- |
| MUX 1             | 650 MHz             | 43    | 100 kW   | pozioma (H) | dookólna (ND)                  | DVB-T2             | HEVC      | 2 maja 2012                 |
| MUX 2             | 610 MHz             | 38    | 100 kW   | pozioma (H) | dookólna (ND)                  | DVB-T2             | HEVC      | 19 kwietnia 2011            |
| MUX 3 (Gdańsk)    | 482 MHz             | 22    | 100 kW   | pozioma (H) | kierunkowa (D)                 | DVB-T2             | HEVC      | 27 października 2010        |
| MUX 3 (Bydgoszcz) | 594 MHz             | 36    | 100 kW   | pozioma (H) | kierunkowa (D)                 | DVB-T2             | HEVC      | 28 kwietnia 2014            |
| MUX 3 (Olsztyn)   | 490 MHz             | 23    | 25 kW    | pozioma (H) | dookólna (ND)                  | DVB-T2             | HEVC      | 28 kwietnia 2014            |
| MUX 4             | 674 MHz             | 46    | 100 kW   | pozioma (H) | dookólna (ND)                  | DVB-T2             | HEVC      | 30 sierpnia 2021            |
| MUX 6             | 522 MHz             | 27    | 50 kW    | pozioma (H) | dookólna (ND)                  | DVB-T2             | HEVC      | 29 kwietnia 2021            |
| MUX 8             | 198,5 MHz           | 8     | 6 kW     | pozioma (H) | kierunkowa (D)                 | DVB-T              | MPEG-4    | 28 listopada 2016           |

## Nienadawane analogowe programy telewizyjne
Programy telewizji analogowej wyłączone 28 listopada 2012 r.
| LP | Program | Właściciel            | Częstotliwość | Kanał | Moc nadajnika | Polaryzacja |
| -- | ------- | --------------------- | ------------- | ----- | ------------- | ----------- |
| 1  | TVP1    | Telewizja Polska S.A. | 687,25 MHz    | 48    | 200 kW        | pozioma     |
| 2  | TVP2    | Telewizja Polska S.A. | 551,25 MHz    | 31    | 200 kW        | pozioma     |